# Wijnrode bosbekerzwam
De wijnrode bosbekerzwam (Peziza ampelina) is een schimmel uit de familie Pezizaceae. Het betreft een terrestrische (bodembewonende) saprofyt (leeft van dood plantaardig materiaal). De bekerzwam komt voor in loofbos op rijke zandgrond.

## Verspreiding
In Nederland komt de soort vrij zeldzaam voor. Hij staat op de rode lijst in de categorie 'gevoelig'.

## Determinatie
De apothecia (vruchtlichamen0 hebben een diameter van 5 cm. De sporen hebben twee guttules en meten (15)16-19(21) x 8-10(11). 